# Каррара, Бруно
Бруно Каррара (итал. Bruno Carrara; род. 1 февраля 1977, Сан-Джованни-Бьянко, Ломбардия) — итальянский лыжник, призёр этапа Кубка мира.
В Кубке мира Каррара дебютировал 12 декабря 1998 года, в январе 2004 года единственный раз в карьере попал в тройку лучших на этапе Кубка мира, в эстафете. Кроме этого имеет на своём счету 5 попаданий в десятку лучших на этапах Кубка мира, 1 в личных и 4 в командных соревнованиях. Лучшим достижением Каррары в общем итоговом зачёте Кубка мира является 69-е место в сезоне 2000-01.
За свою карьеру принимал участие в одном чемпионате мира, на чемпионате мира 2001 года в Лахти был 12-м в гонке на 30 км классическим стилем и 27-м в гонке на 15 км классическим стилем.